# ベストブラッド
ベストブラッドは日本の種牡馬。おもな産駒に中央競馬で重賞を2勝したホワイトアローがいる。本項では、本馬の初産駒サザンフィーバーの詳細についても併せて記述する。

## 経歴
青森県八戸市のタイヘイ牧場生産。父パーソロンは2度のリーディングサイアーを獲得した名種牡馬、母はイギリスからの輸入馬で、イギリスリーディングサイアー・クリペロと1000ギニー優勝馬アバーメイドの娘という良血馬だった。
その血統から誕生前より期待を寄せられていたが、右前脚が曲がっていたために常に脚部に不安を抱え、いちども出走せず競走生活から退いた。競走馬時代に管理した鈴木清は、「右脚さえまともだったら、かなりの成績を残しただろう。左側から馬体を見れば、それこそ惚れ惚れするような馬だった」と回想している。その後は種牡馬入りしたが、種付け料は無料に設定され、それでも初年度の種付け相手は1頭のみだった。

### サザンフィーバーの活躍
1982年4月24日、唯一の初年度産駒となったサザンフィーバー（母ルラウス）が誕生。1984年、ベストブラッドと同じく鈴木清厩舎に入り、デビュー前から調教で目立った動きを見せた。11月に迎えた初戦（東京・芝1800m）は、2着に9馬身差を付けての逃げ切り勝利を収める。この競走の3着馬は、翌年クラシック戦線で中心馬の1頭となるスダホークだった。次走の条件戦（黒松賞、中山・芝1600m）も1分35秒4という好タイムで勝利し、クラシックに向けての有力馬に挙げられた。
4歳時は初戦のジュニアカップで3着。苦手の不良馬場で行われた共同通信杯4歳ステークスも3着となり、クラシック初戦・皐月賞への前哨戦としてスプリングステークスに出走。デビューから騎乗を続けた柴田政人はミホシンザンに騎乗、本馬の鞍上は増沢末夫に替わった。
レースではスタートから単独で逃げ、余裕を残したまま最後の直線に入った。しかし直後に右前脚粉砕骨折を生じて転倒。レース終了後、診療所で予後不良と診断され、安楽死の措置が執られた。通算5戦2勝。軽傷で済んだ増沢は、競走後「（無事なら）絶対に勝っていた」と語り、本馬を本命に推していたサンケイスポーツ記者の佐藤洋一郎は紙面に追悼文を寄せた。

### 以後
サザンフィーバーの活躍で注目されたベストブラッドは、タイヘイ牧場から北海道のアロースタッドに供用地を移した。種付け数も急増し、1985年には49頭、1986年には62頭への種付けを行った。この中から愛知杯、スポーツニッポン賞金杯を制したホワイトアローを送り出し、重賞勝利馬の父となった。産駒には他に6勝を挙げオープン馬となったレッドプリティ、小倉3歳ステークス2着のリバルドサキ、愛知杯3着のミスカサブランカなどがいる。
その後、供用地はふたたびタイヘイ牧場に戻り、1996年を限りに種牡馬から用途変更となった。以後の消息は不明である。

## 血統表
| ベストブラッドの血統                            | ベストブラッドの血統                                                   | ベストブラッドの血統                                                   | （血統表の出典）                                                       | （血統表の出典） |
| 父系                                            | パーソロン系                                                           | パーソロン系                                                           | パーソロン系                                                           | [ § 2 ]          |
| 父 *パーソロン Partholon 1960 鹿毛 アイルランド | 父の父Milesian 1953 鹿毛 イギリス                                      | My Babu                                                                | Djebel                                                                 | Djebel           |
| 父 *パーソロン Partholon 1960 鹿毛 アイルランド | 父の父Milesian 1953 鹿毛 イギリス                                      | My Babu                                                                | Perfume                                                                |                  |
| 父 *パーソロン Partholon 1960 鹿毛 アイルランド | 父の父Milesian 1953 鹿毛 イギリス                                      | Oatflake                                                               | Coup de Lyon                                                           | Coup de Lyon     |
| 父 *パーソロン Partholon 1960 鹿毛 アイルランド | 父の父Milesian 1953 鹿毛 イギリス                                      | Oatflake                                                               | Avena                                                                  |                  |
| 父 *パーソロン Partholon 1960 鹿毛 アイルランド | 父の母Paleo 1953 鹿毛 フランス                                         | Pharis                                                                 | Pharos                                                                 | Pharos           |
| 父 *パーソロン Partholon 1960 鹿毛 アイルランド | 父の母Paleo 1953 鹿毛 フランス                                         | Pharis                                                                 | Carissima                                                              |                  |
| 父 *パーソロン Partholon 1960 鹿毛 アイルランド | 父の母Paleo 1953 鹿毛 フランス                                         | Colonice                                                               | Abjer                                                                  | Abjer            |
| 父 *パーソロン Partholon 1960 鹿毛 アイルランド | 父の母Paleo 1953 鹿毛 フランス                                         | Colonice                                                               | Colonis                                                                |                  |
| 母 *クレペラ Crepella 1963 芦毛 イギリス        | 母の父Crepello 1954 栗毛 イギリス                                      | Donatello                                                              | Blenheim                                                               | Blenheim         |
| 母 *クレペラ Crepella 1963 芦毛 イギリス        | 母の父Crepello 1954 栗毛 イギリス                                      | Donatello                                                              | Delleana                                                               |                  |
| 母 *クレペラ Crepella 1963 芦毛 イギリス        | 母の父Crepello 1954 栗毛 イギリス                                      | Crepuscule                                                             | Mieuxce                                                                | Mieuxce          |
| 母 *クレペラ Crepella 1963 芦毛 イギリス        | 母の父Crepello 1954 栗毛 イギリス                                      | Crepuscule                                                             | Red Sunset                                                             |                  |
| 母 *クレペラ Crepella 1963 芦毛 イギリス        | 母の母Abermaid 1959 芦毛 イギリス                                      | Abernant                                                               | Owen Tudor                                                             | Owen Tudor       |
| 母 *クレペラ Crepella 1963 芦毛 イギリス        | 母の母Abermaid 1959 芦毛 イギリス                                      | Abernant                                                               | Rustom Mahal                                                           |                  |
| 母 *クレペラ Crepella 1963 芦毛 イギリス        | 母の母Abermaid 1959 芦毛 イギリス                                      | Dairymaid                                                              | Denturius                                                              | Denturius        |
| 母 *クレペラ Crepella 1963 芦毛 イギリス        | 母の母Abermaid 1959 芦毛 イギリス                                      | Dairymaid                                                              | Laitron F-No.12-g                                                      |                  |
| 母系(F-No.)                                     | 12号族(FN:12-g)                                                        | 12号族(FN:12-g)                                                        | 12号族(FN:12-g)                                                        | [ § 3 ]          |
| 5代内の近親交配                                 | Blandford5×5=6.25%、Tourbillon5×5=6.25%（父内）、Clarissimus 5×5=6.25% | Blandford5×5=6.25%、Tourbillon5×5=6.25%（父内）、Clarissimus 5×5=6.25% | Blandford5×5=6.25%、Tourbillon5×5=6.25%（父内）、Clarissimus 5×5=6.25% | [ § 4 ]          |
| 出典                                            | 1. 2. 3. 4.                                                            | 1. 2. 3. 4.                                                            | 1. 2. 3. 4.                                                            | 1. 2. 3. 4.      |

母クレペラの半妹ハンティングボックスも日本に輸入されており、その産駒に1982年の皐月賞優勝馬アズマハンターがいる。